# Lestodiplosis tetrachaeta
Lestodiplosis tetrachaeta är en tvåvingeart som först beskrevs av Jean-Jacques Kieffer 1913.  Lestodiplosis tetrachaeta ingår i släktet Lestodiplosis och familjen gallmyggor.
Artens utbredningsområde är Frankrike. Inga underarter finns listade i Catalogue of Life.